# Оломоуць

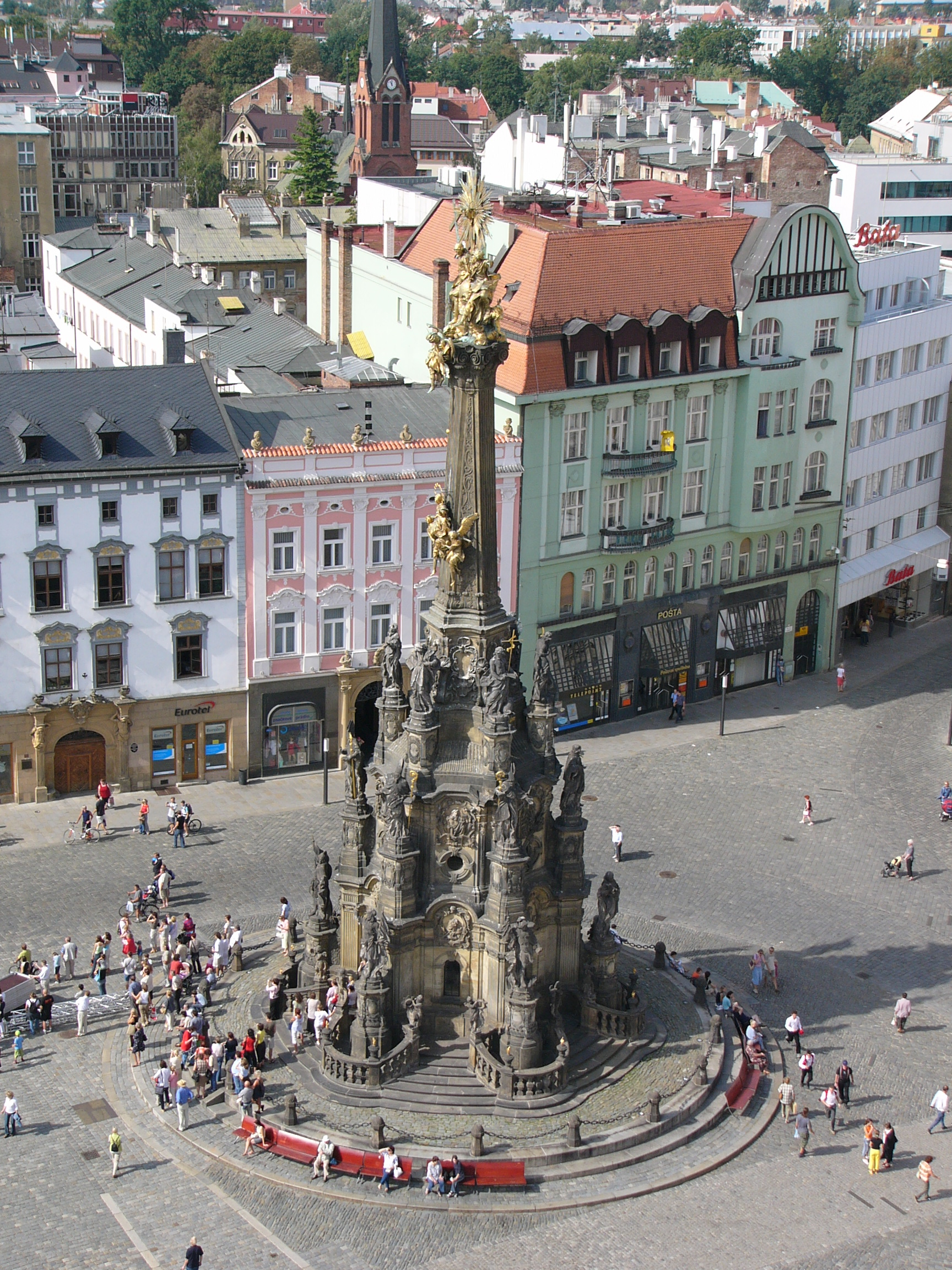
Моровий стовп Святої Трійці з каплицею.

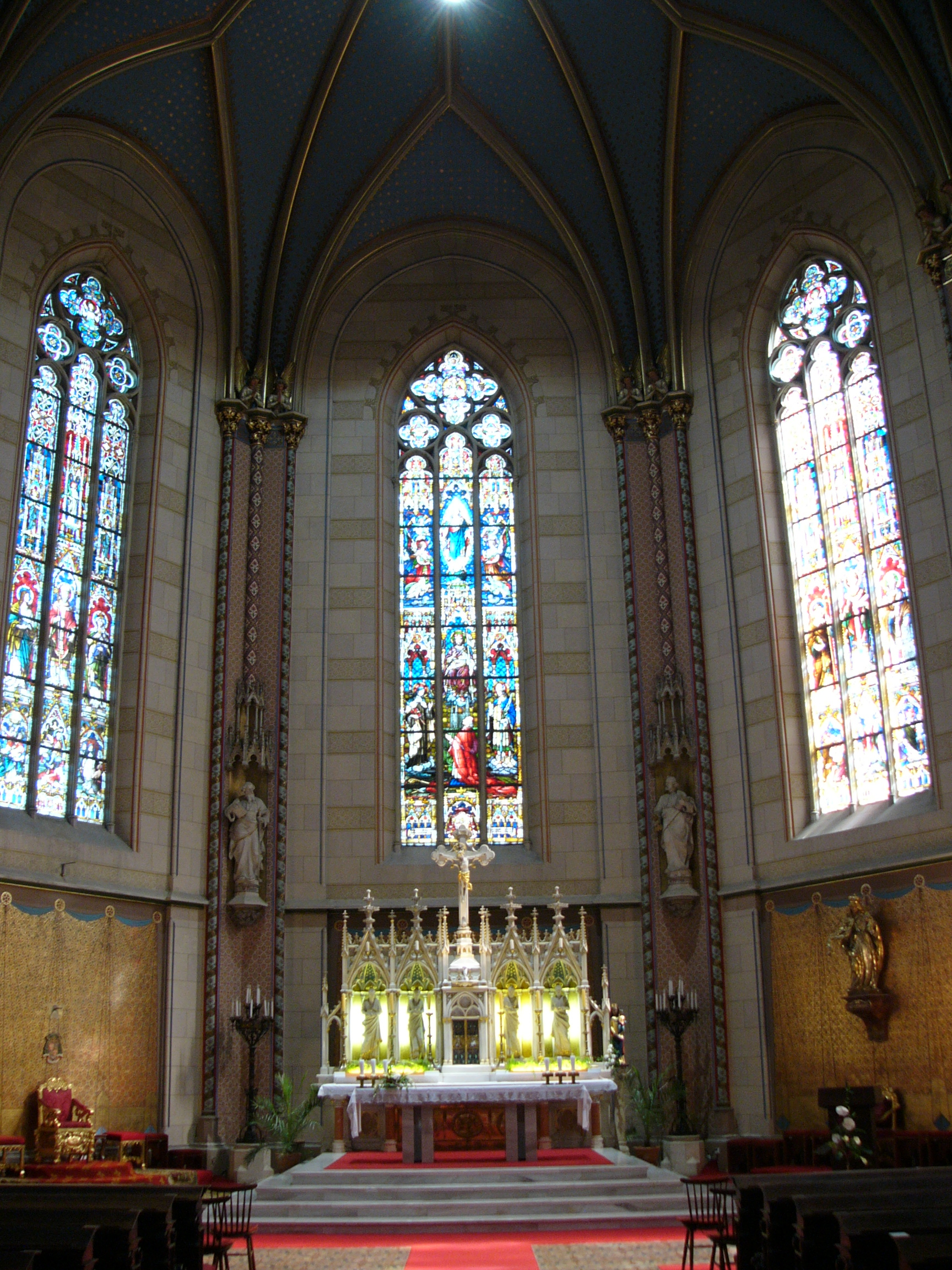
Костел Св. Венцеслава, вітражі.

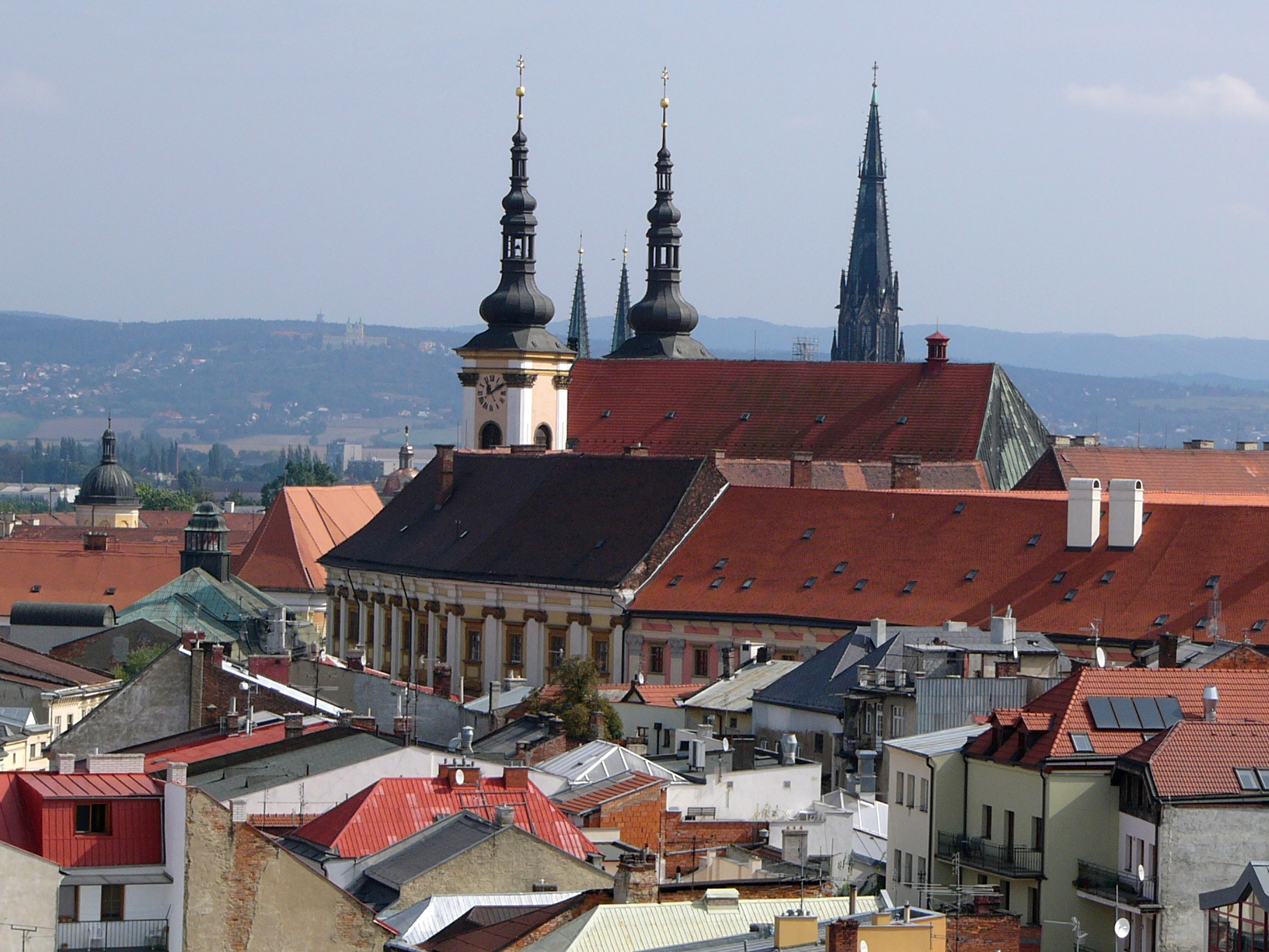
Оломоуць

О́ломоуць (Оломоуц, також Оломовець, Оломунець; чеськ. Olomouc, нім. Olmütz, пол. Ołomuniec) — місто в Чехії, розташоване на сході країни в Центральній Моравії. Моравія — історична область, яка так і не стала окремим державним утворенням. Входить до складу сучасної Чехії. Місто розташоване на річці Морава.

## Етимологія
Походження назви невідоме. Згідно з найбільш поширеною теорією, воно походить від власного імені Olmút, що означає «Olmút» (замок, двір). Інша теорія говорить, що назва походить від праслов'янських слів ol ('пиво') і mútit («шуміти»).
За легендою, тут був римський форт, заснований римськими легіонерами під командуванням Юлія Цезаря. Фортецю називали Iuliomontium або Julimons, і від нього походить назва Оломоуц. Хоча археологи знайшли сліди табору римських легіонерів, легенда про присутність Юлія Цезаря виникла в епоху Відродження і нічим не підтверджена.
Назва міста зафіксована в чеській Хроніці Козьми від 1055 року. З 1208 року вже зафіксовані діалектні форми назви.
Наприкінці 20 століття мала поширення назва Олмік (Olmík), але вона жаргонна, місцева, неофіційна.

## Географія
Місто розташоване на рівнині. Перепади висоти невеликі. Низькі ділянки лежать у північно-західному та південно-східному напрямку. Найвища ділянка міста — на північному сході — 420 м над рівнем моря (інші ділянки — 219—208 м над рівнем моря).

### Клімат
Кількість опадів за рік — 600—1100 мм. Середня температура в січні −1 −4 °C., морози сягають позначки −15 °C. Середня температура в липні + 15 +20 °C, спекотна + 30 °C нечасто.
| Клімат Оломоуця         | Клімат Оломоуця | Клімат Оломоуця | Клімат Оломоуця | Клімат Оломоуця | Клімат Оломоуця | Клімат Оломоуця | Клімат Оломоуця | Клімат Оломоуця | Клімат Оломоуця | Клімат Оломоуця | Клімат Оломоуця | Клімат Оломоуця | Клімат Оломоуця |
| Показник                | Січ.            | Лют.            | Бер.            | Квіт.           | Трав.           | Черв.           | Лип.            | Серп.           | Вер.            | Жовт.           | Лист.           | Груд.           | Рік             |
| Середній максимум, °C   | −2,4            | −0,6            | 3,6             | 9,7             | 15,2            | 18,2            | 20,0            | 19,9            | 15,4            | 10,0            | 3,0             | −1,3            | 9,2             |
| Середня температура, °C | −4,6            | −3,2            | 0,2             | 5,4             | 10,5            | 13,6            | 15,3            | 15,1            | 11,2            | 6,5             | 0,6             | −3,3            | 5,6             |
| Середній мінімум, °C    | −6,8            | −5,6            | −2,6            | 1,8             | 6,5             | 9,6             | 11,1            | 11,2            | 7,9             | 3,8             | −1,4            | −5,3            | 2,5             |
| Днів з опадами          | 9               | 9               | 10              | 9               | 10              | 11              | 11              | 8               | 8               | 8               | 10              | 11              | 114             |
| ----------------------- | --------------- | --------------- | --------------- | --------------- | --------------- | --------------- | --------------- | --------------- | --------------- | --------------- | --------------- | --------------- | --------------- |
| Джерело: www.yr.no      |                 |                 |                 |                 |                 |                 |                 |                 |                 |                 |                 |                 |                 |

## Історія
- Поселення засноване в 10 столітті, коли створено сільський ринок поблизу невеличкого місцевого укріплення (замку).
- З 1019 року — Моравія включена до складу Чехії. Головним містом краю став Оломоуць, який обрав резиденцією князь Бржетислав.
- 1063 — в місті створено єпархію. Володар краю — князь, майбутній король Вратислав II. Місто розвивається і перетворюється в значний релігійний центр.
- Близько 1070 року — розпочали перебудову місцевого замку в камені.
- 1566 — в місто прибули єзуїти. Розвивається церковна освіта, Оломоуць отримав декілька шкіл.
- 1573 — єзуїтська школа набула статусу місцевого університету. Лише у 1778 році університет переведуть у місто Брно. Умови провінції «лоскутної» Австрійської імперії не сприяли збереженню університету, у період 1860—1946 років він втратив всі факультети, окрім богословського.
- Оломоуць постраждав під час Тридцятилітньої війни. У 1645—1650 роках місто окуповане шведським гарнізоном під керівництвом Л. Торстенсона
- 1716—1754 рр. — ревні католики міста витратили значні кошти та час на створення Морового стовпа св. Трійці. Споруда стала одною з найбільших у Чехії, у підмурках стовпа створено невеличку каплицю.
- 1777 рік — єпископство Оломоуць переведене у статус архієпископства.
- За результатами Першої світової війни Австрійська імперія розпалася з утворенням нових держав. Оломоуць увійшов до складу Чехії. Захоплення Чехії нацистською Німеччиною. Звільнення — Червоною Армією і створення соціалістичної Чехословаччини. Оломоуць залишається значним релігійним центром країни.
- 1946 рік — відновлення університету міста під назвою — Університет Палацького. Кількість студентів сягає 25 000.

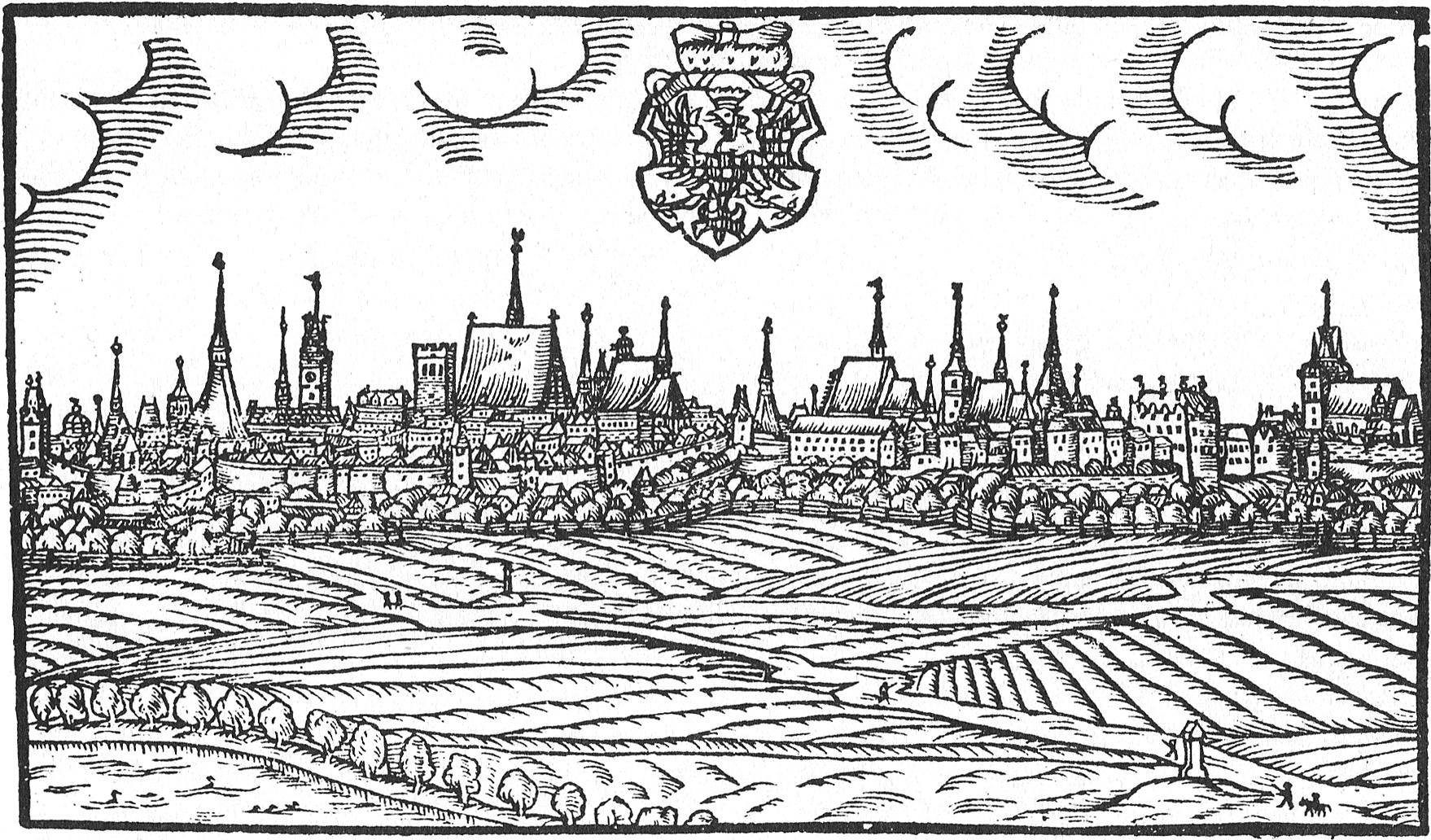
Оломоуць, панорама 1593 року.
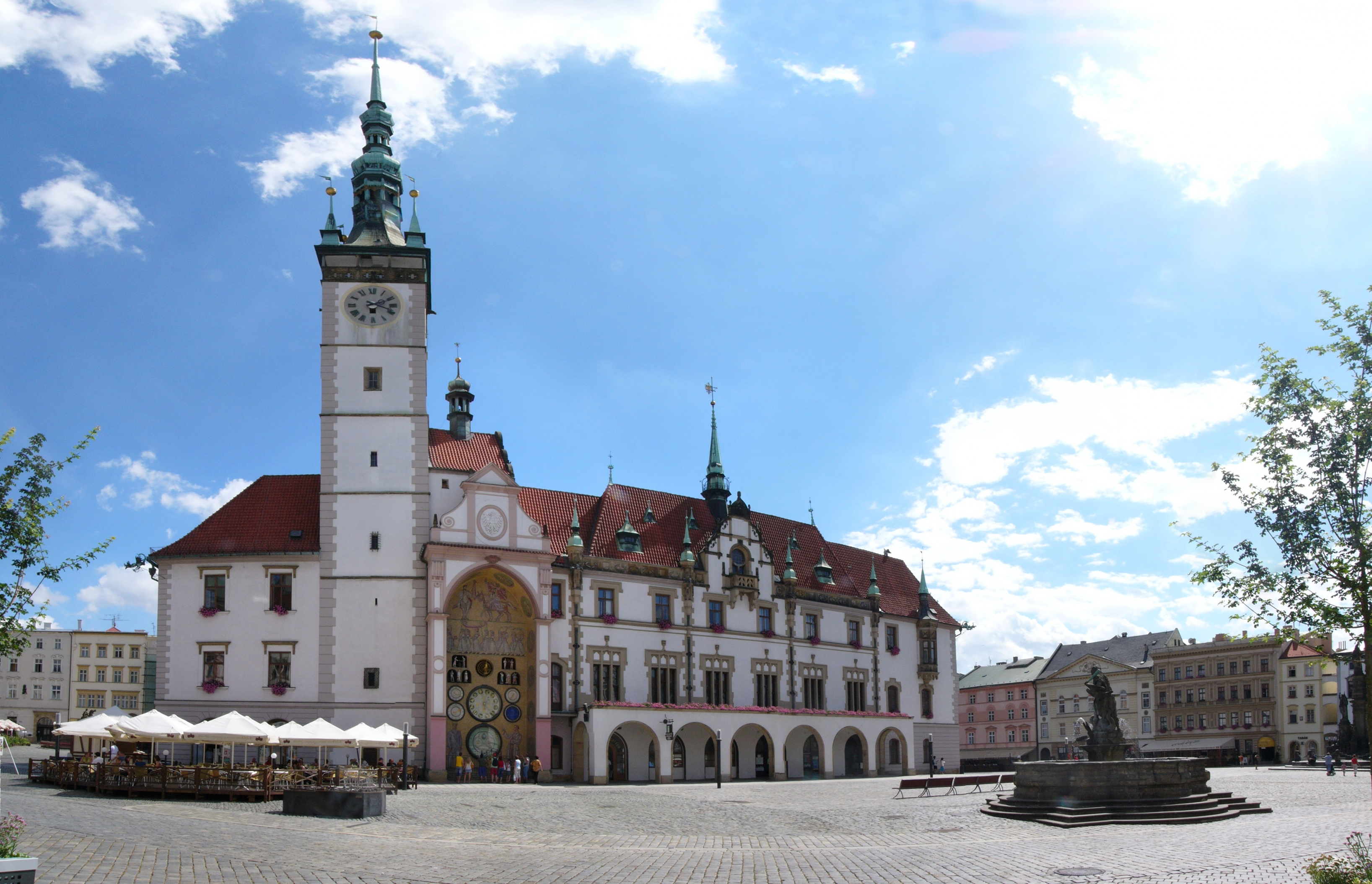
Ратуша
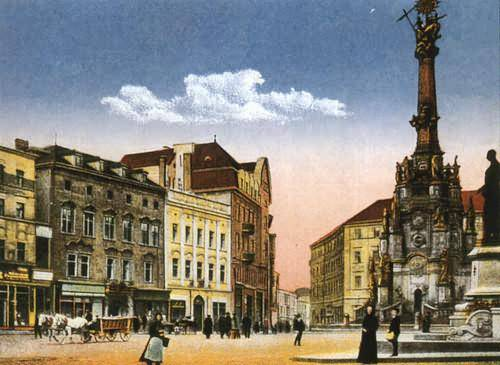
Площа з Моровим стовпом у 19 столітті.
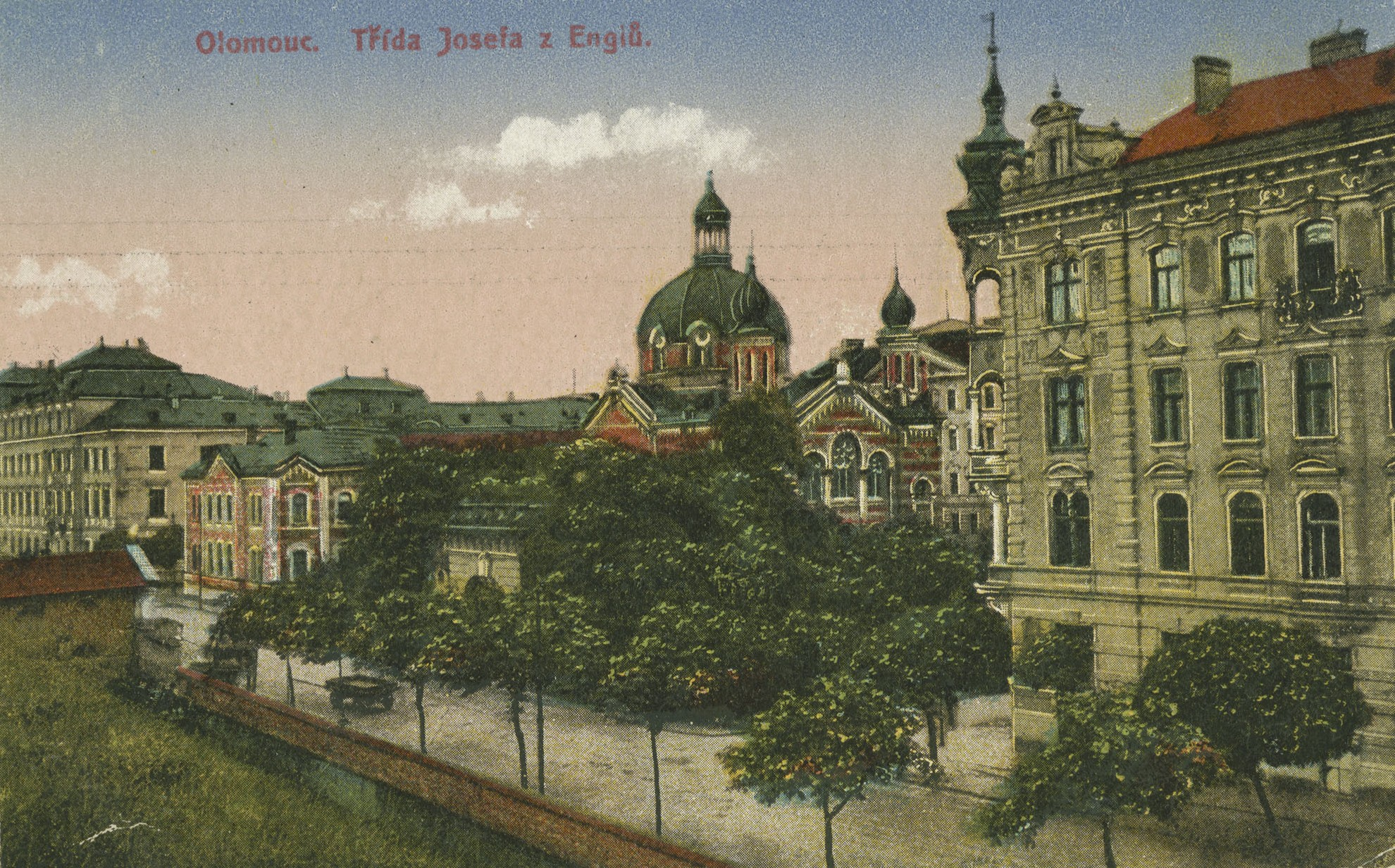
Оломоуць, початок 20 століття

## Економіка

### Водопостачання
Особливістю водопостачання міста Оломоуця є підземні водойми та джерела.

### Енергопостачання
Місто отримує енергопостачання від теплових електростанцій, що використовують:
- мазут
- вугілля
- природний газ. Продаж природного газу здійснює газова компанія міста Severomoravská.

### Транспорт
- 1841 рік — сюди проведено залізничну колію Відень — Ольмюц (Оломоуць) з кінцевою зупинкою у місті. Оломоуць у 20 столітті — значний залізничний вузол в сполученні зі Словаччиною та країнами СНД.
- У 1845 році між центром міста та деякими околицями пустили перший омнібус.
- У 1899 році в місті пішов перший трамвай.
- У 1927 році в місті (вперше в Моравії) створено маршрути автобусів.

Місто має власний автовокзал.

## Освіта і культура

### Бібліотеки
- Міська бібліотека Оломоуця
- Наукова бібліотека Оломоуця
- Бібліотека Університету Палацького.

### Театри

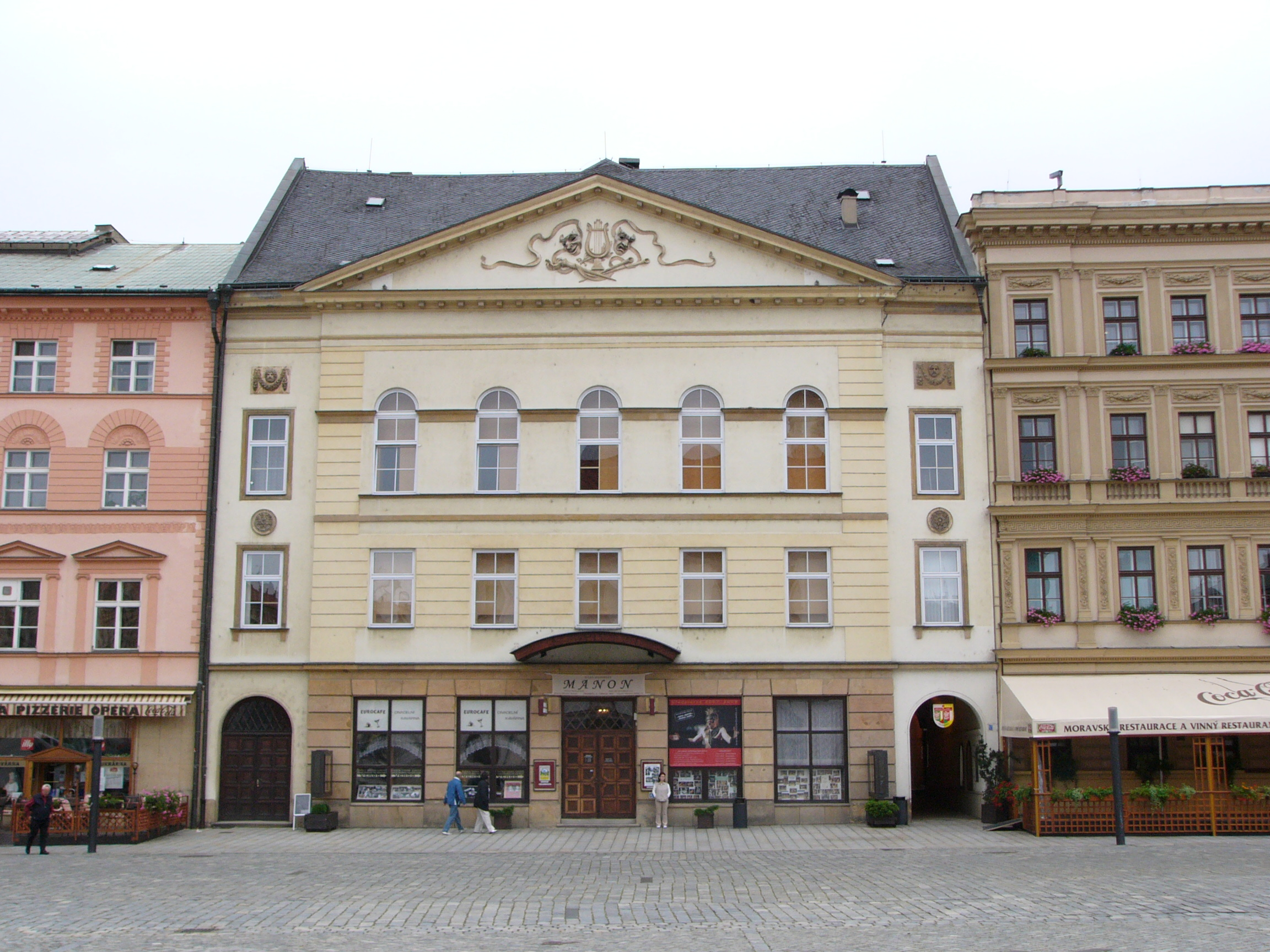
Моравський театр

- Моравський театр
- Музичний театр
- Театр Konvikt
- Театр Tramtarie — незалежний театр з невеличкою трупою і власним репертуаром.

### Фестивалі
- Щорічний музичний фестиваль
- Міжнародний театральний фестиваль
- Міжнародний фестиваль органної музики
- Міжнародний фестиваль документальних фільмів
- Чеський фестиваль пива
- Міжнародний фестиваль поезії (з 2007 року)

### Музеї

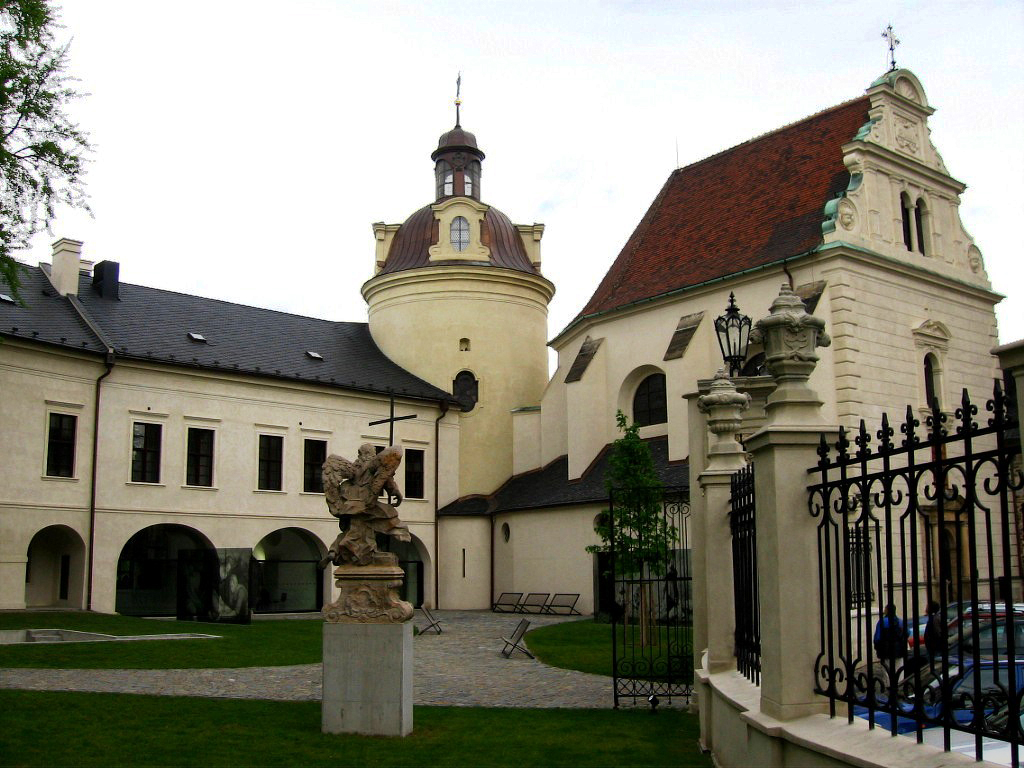
Архієпископський музей, фасад на подвір'я.

- Архієпископський музей (з 2006 року)
- Регіональний музей Оломоуця
- Музей фортеці Оломоуця
- Музей історичних автомобілів
- Етнографічний музей

### Освітні заклади
- Університет Палацького
- Моравський коледж (приватна середня школа)
- Коледж здоров'я Еммануїла Поттінга (Pötting)
- Коледж та середня школа електротехніки
- Соціальний коледж Харітас
- Низка приватних шкіл і гімназій (гімназія Чайковського, Слов'янська гімназія та ін.)

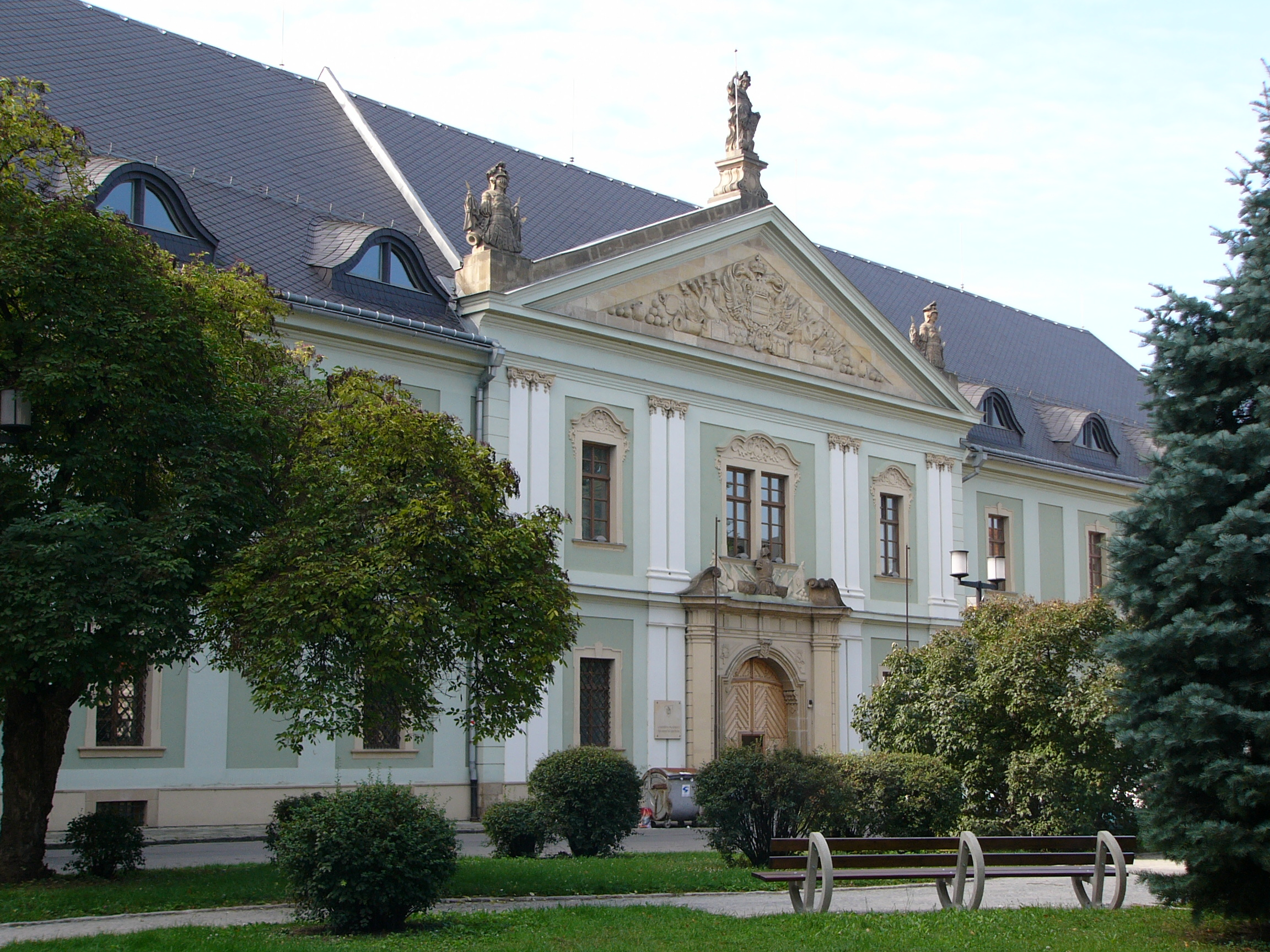
Інформаційний центр Університету Палацького (колишній арсенал)
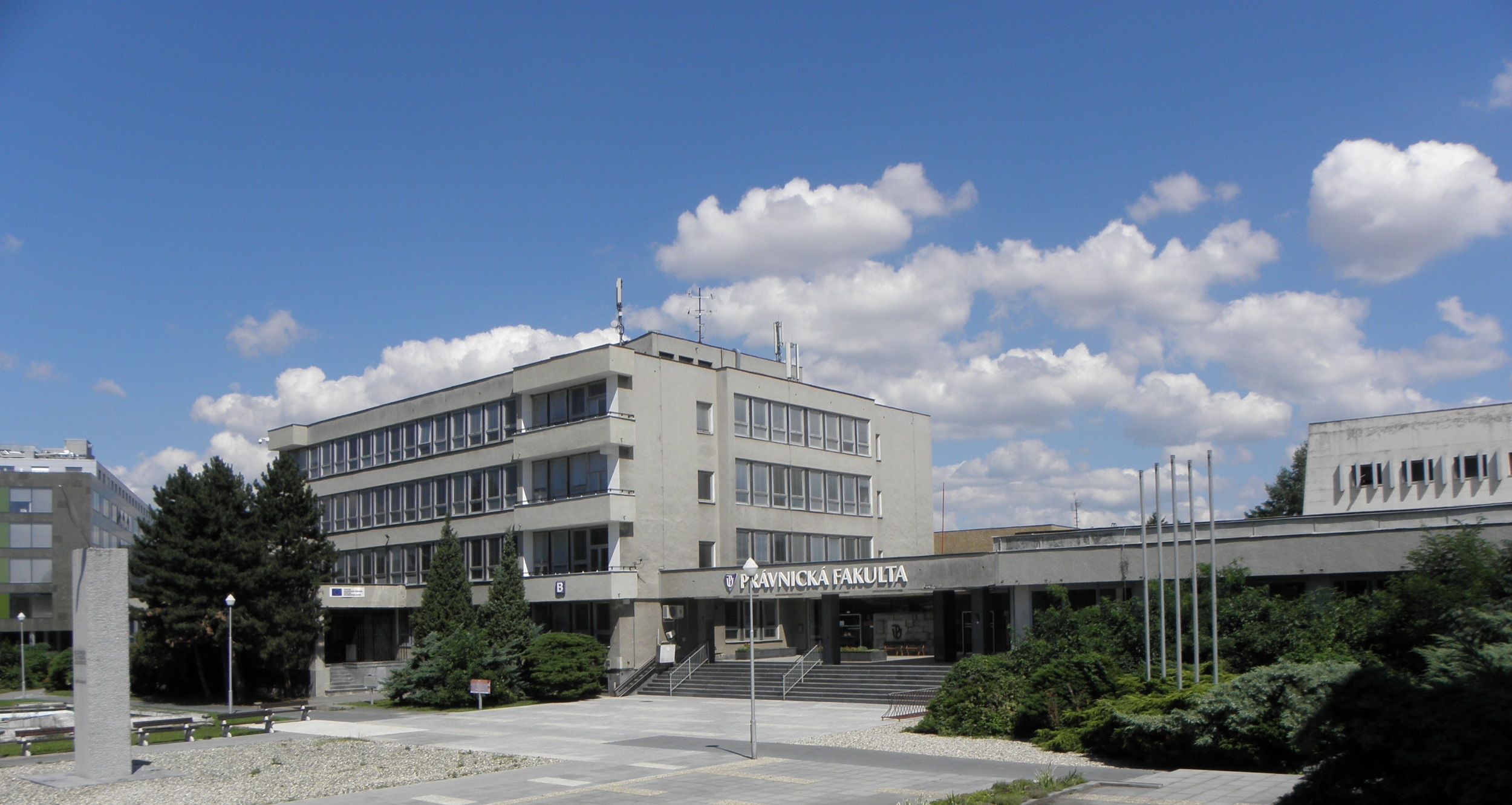
Юридичний факультет
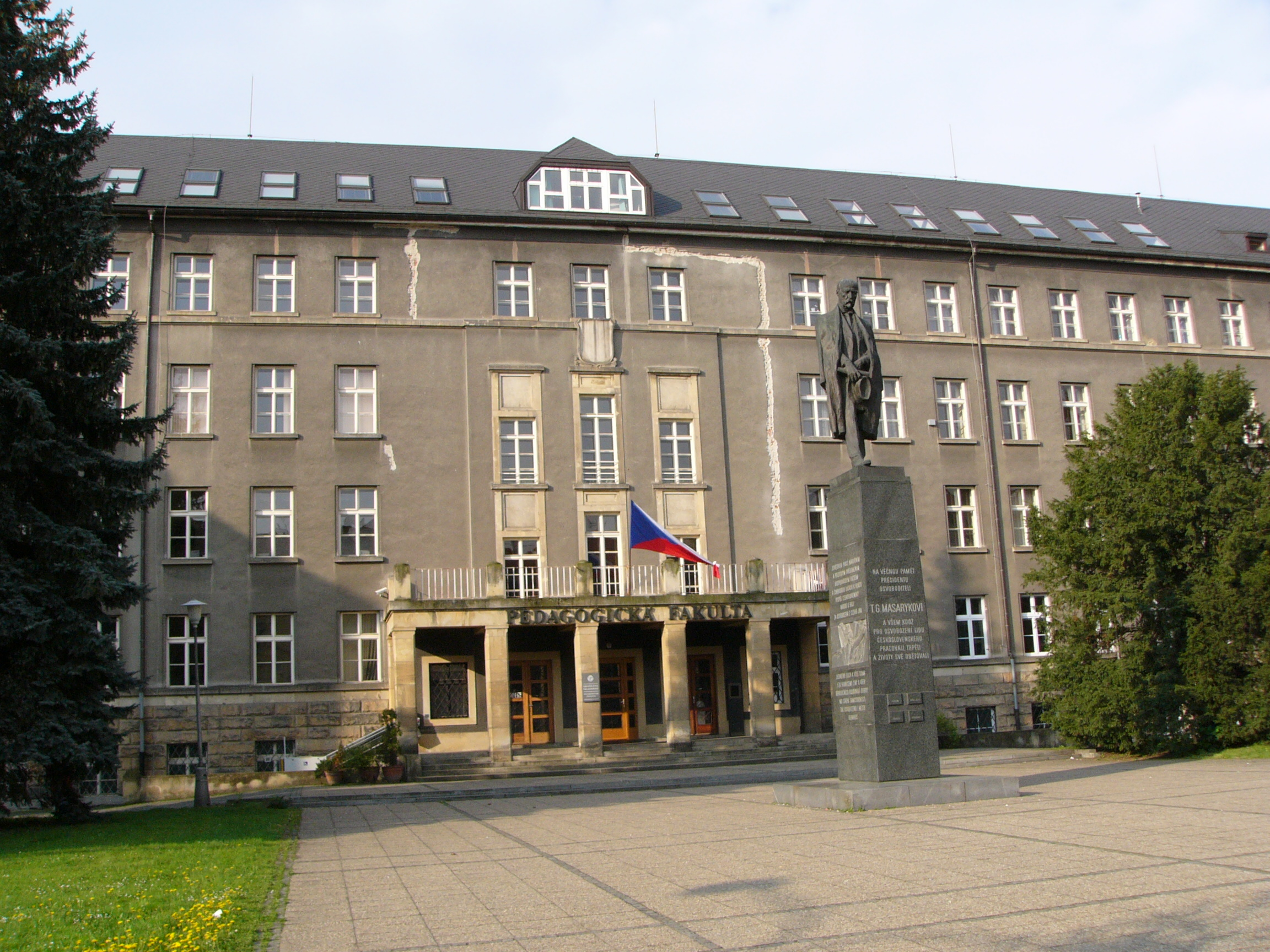
Педагогічний факультет
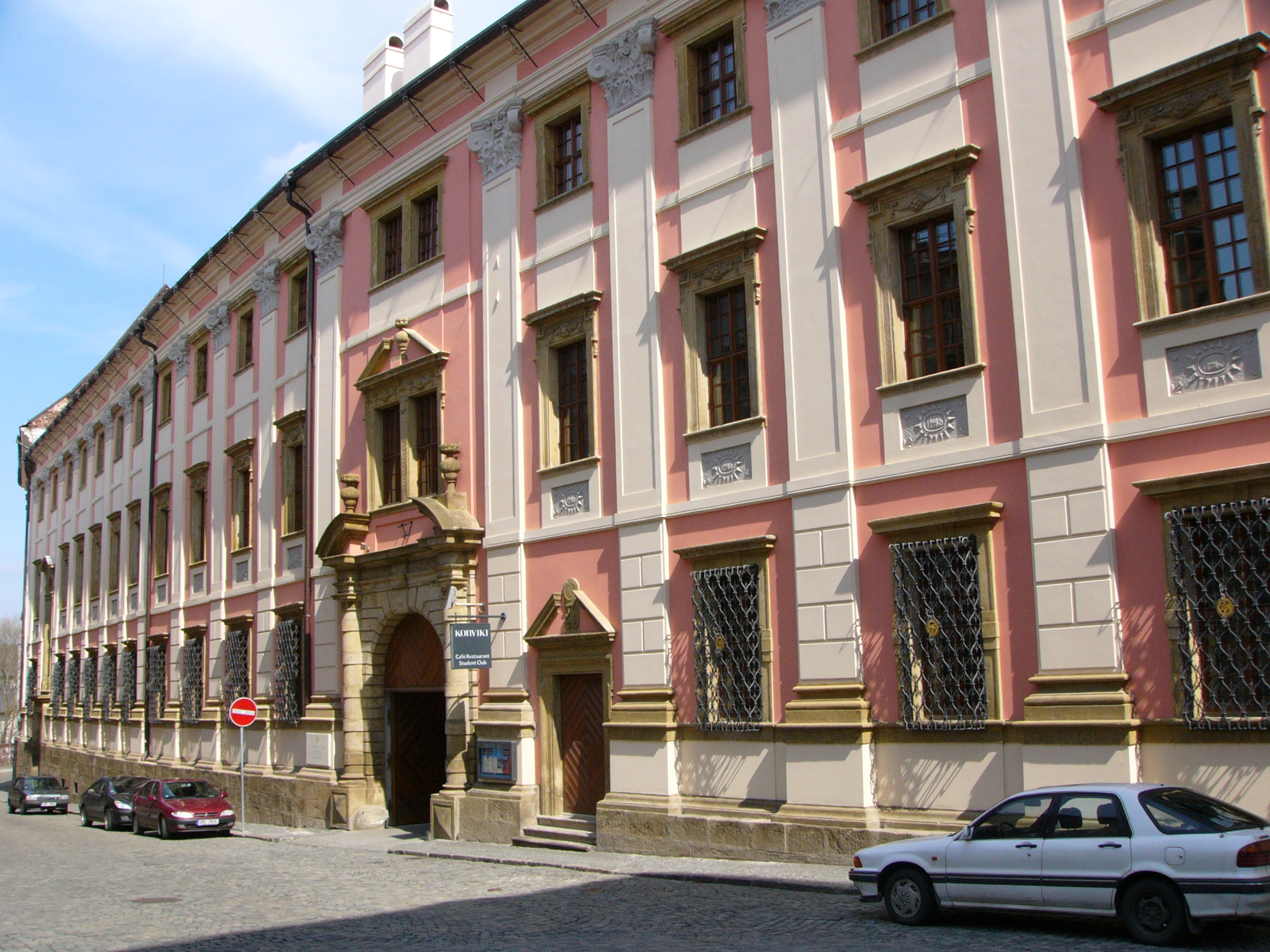
Історична споруда університету (єзуїтський монастир).

## Пам'ятки

### Парки
Оломоуць має низку парків. Їхня загальна площа становить сорок сім гектарів.

### Фонтани міста Оломоуця

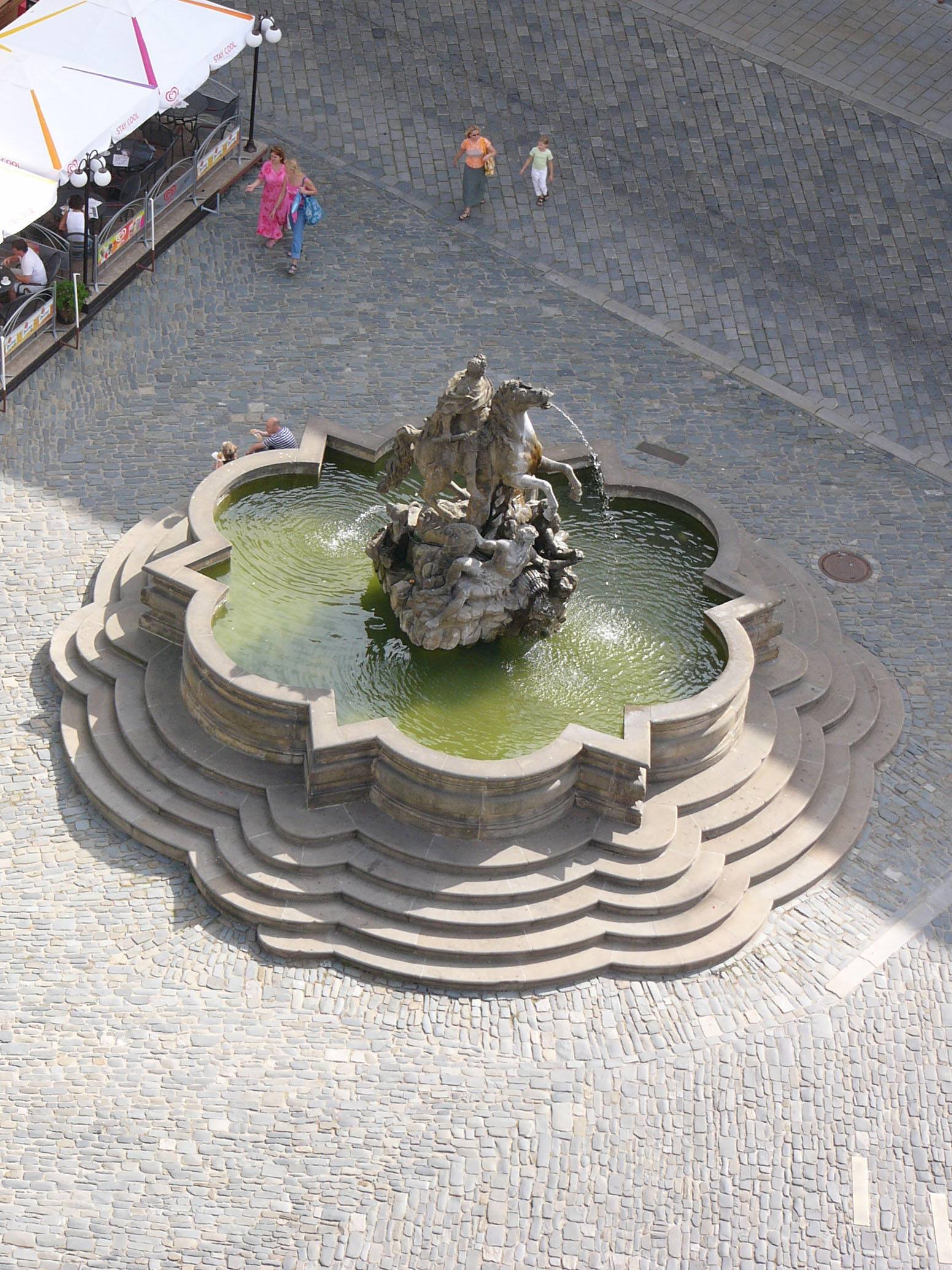
Фонтан Цезаря (1725)

- Фонтан Нептуна (1683)
- Фонтан Геркулеса (1687)
- Фонтан Юпітера (1707)
- Фонтан Тритона (1709)
- Фонтан Цезаря (1725)
- Фонтан Дельфін
- Фонтан Меркурія (1727)

### Сакральні споруди Оломоуця

Базилка Діви Марії, орган

Базилка Діви Марії, стінописи куполу

Церква Благовіщення Пресвятої Богородиці, вівтар

- Монастир Градисько (неофіційна, розмовна назва Моравський Ескоріал)
- Монастир бернардинів з церквою Непорочного Зачаття Діви Марії
- Монастир капуцинів на Нижній площі
- Церква Св. Моріса
- Червона церква
- Церква Марії Сніжної
- Базиліка Діви Марії
- Церква Св. Анни
- Церква Св. Марії Магдалини
- Церква Кирила і Мефодія
- Церква Св. Катерини
- Церква Благовіщення Пресвятої Богородиці
- Гуситська чеська церква
- Церква Св. Михайла
- Церква Св. Клари
- Церква Св. Духа
- Оломоуцька синагога
- Православна церква Св. Горазда
- Каплиця Св. Варвари
- Каплиця Тіла Христова та ін.

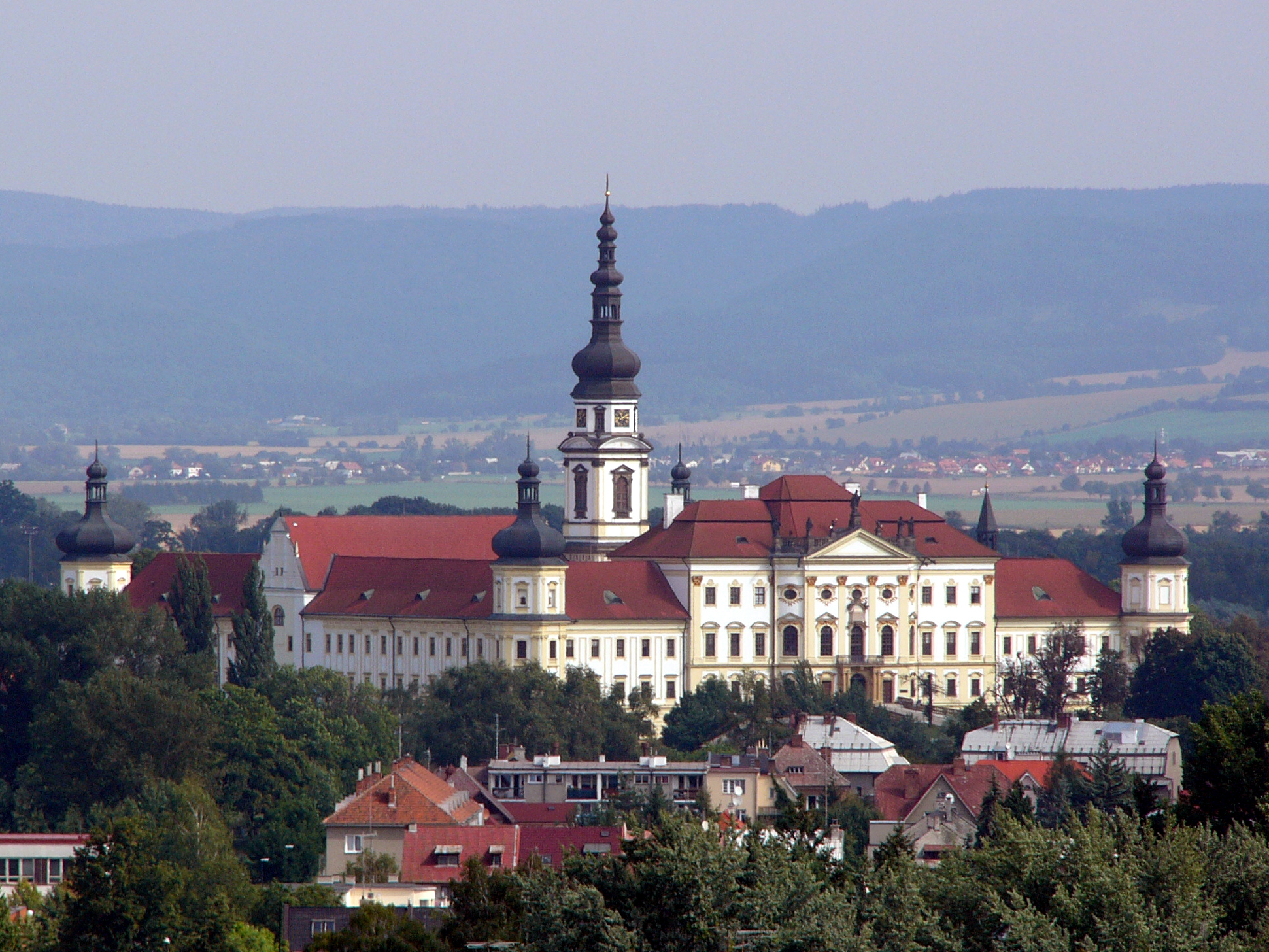
Монастир Градисько
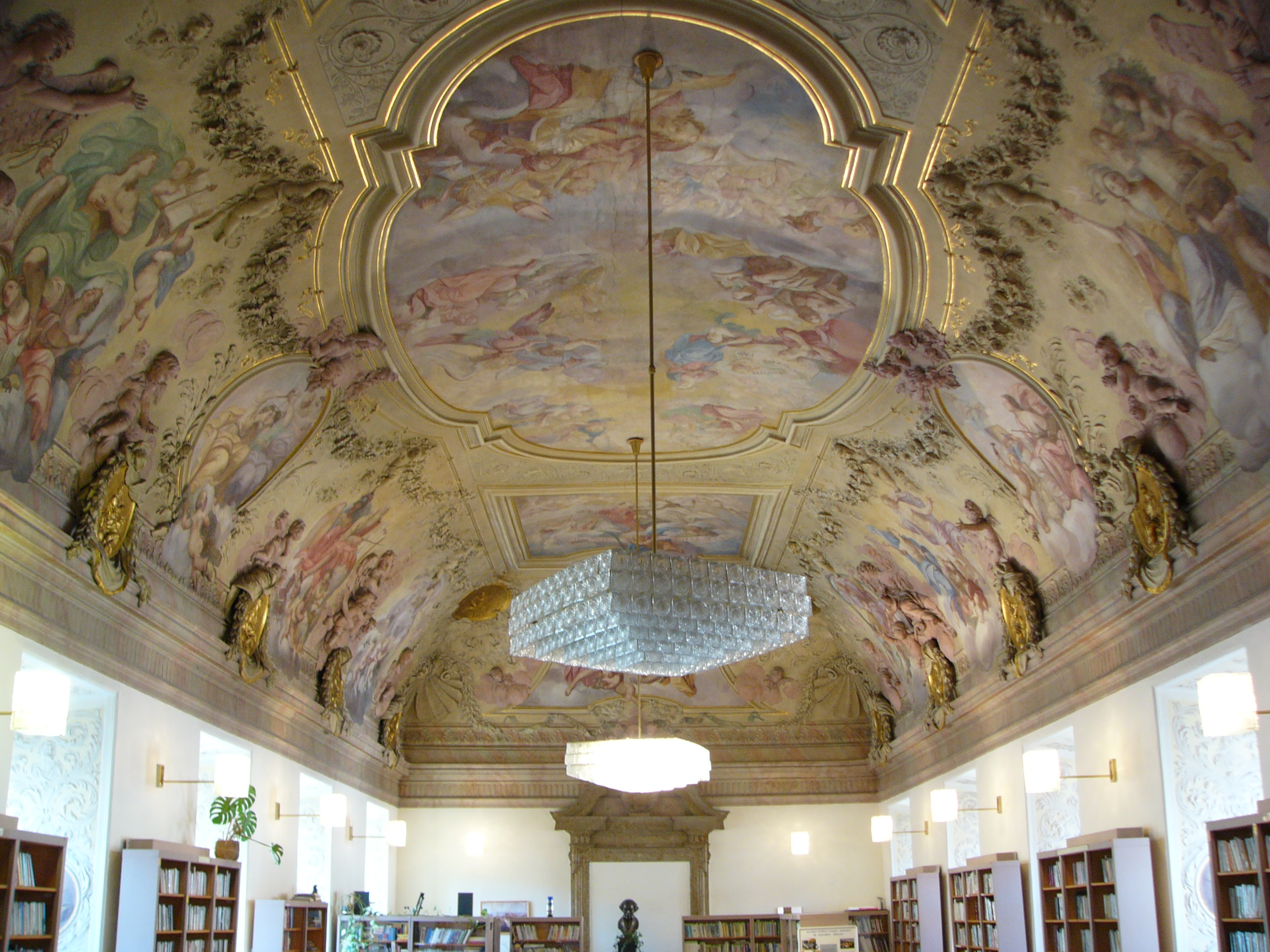
Стеля бібліотеки монастиря Градіско
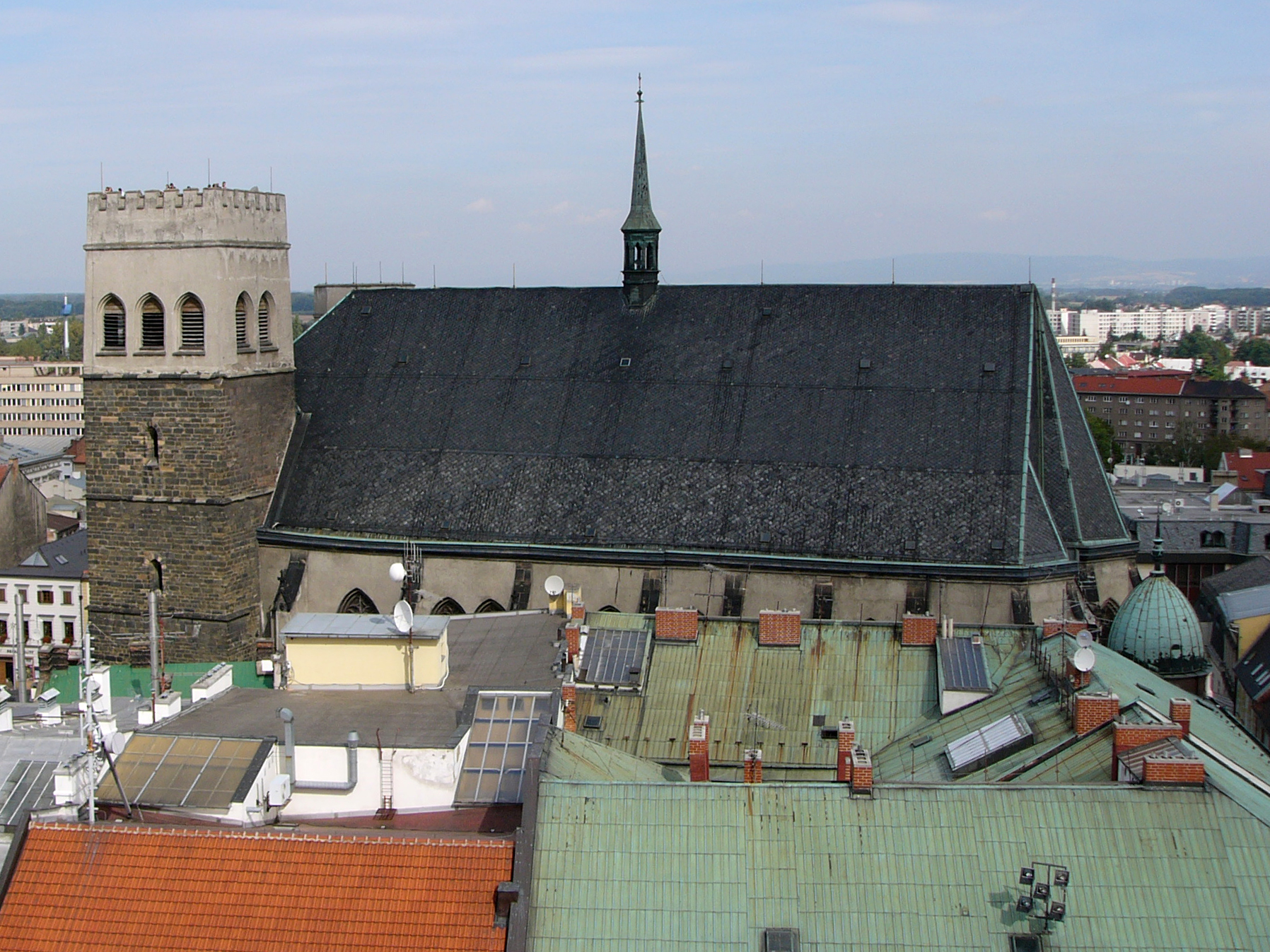
Церква Св. Моріса
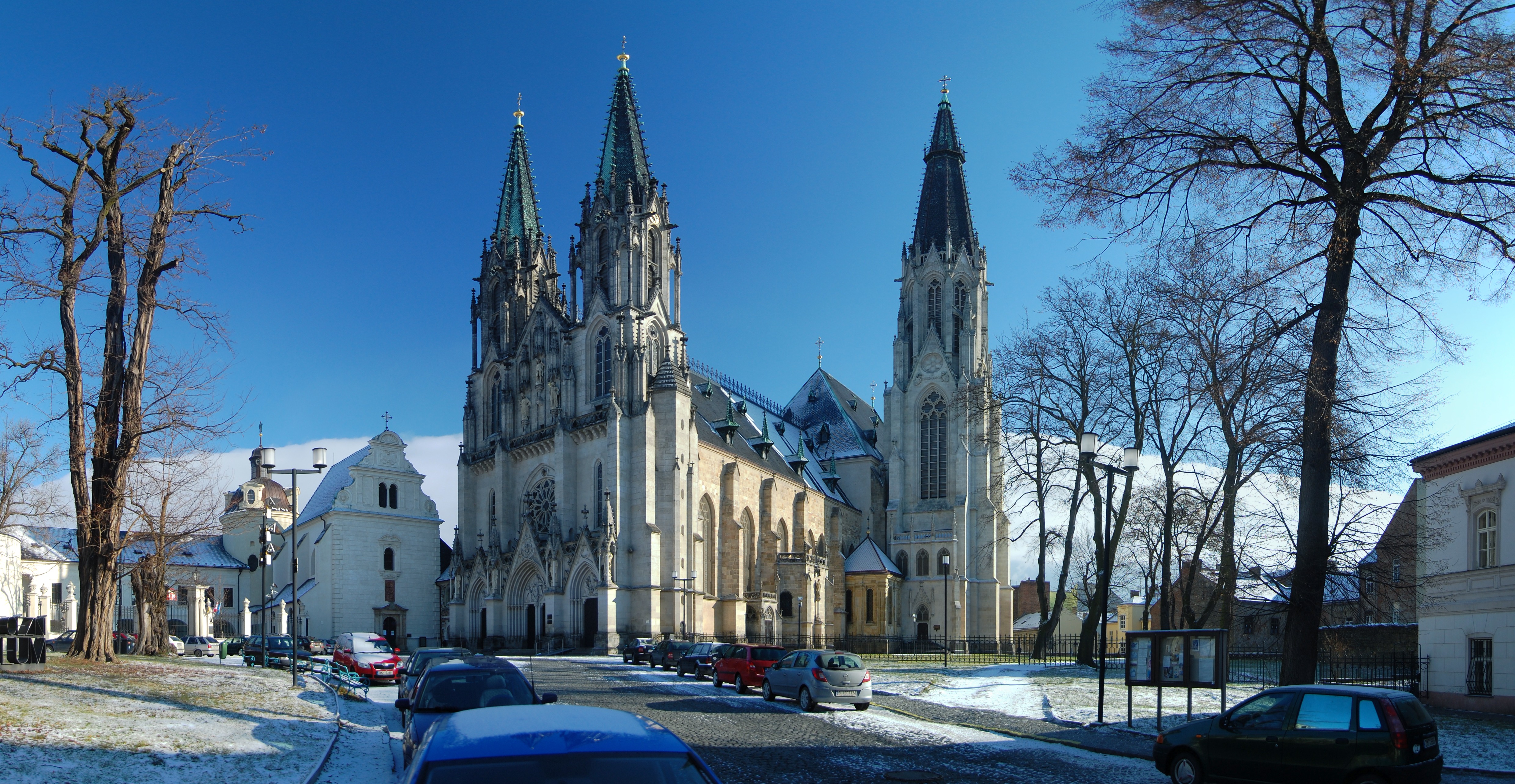
Катедральний собор Св. Вацлава
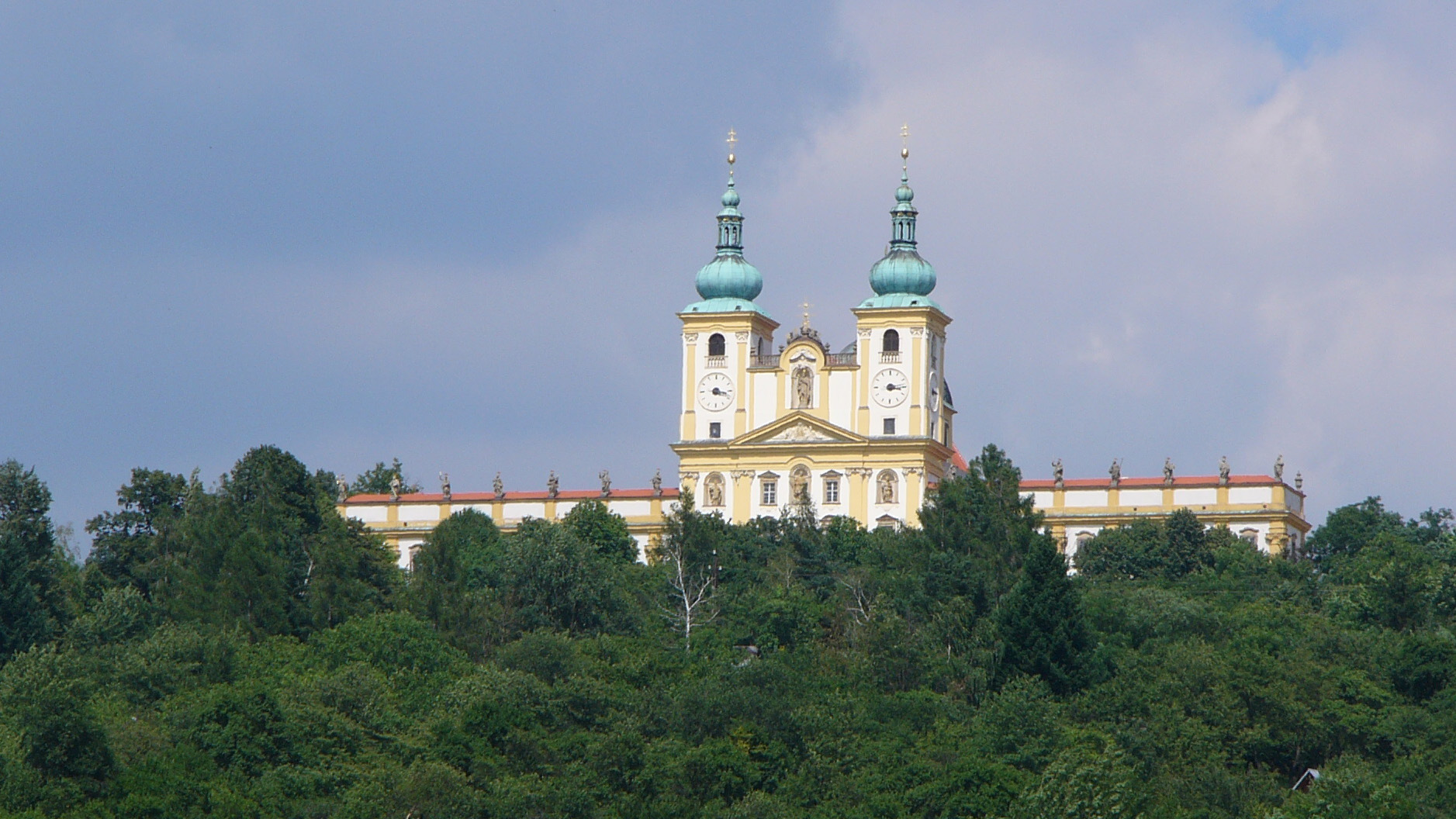
Базиліка Діви Марії
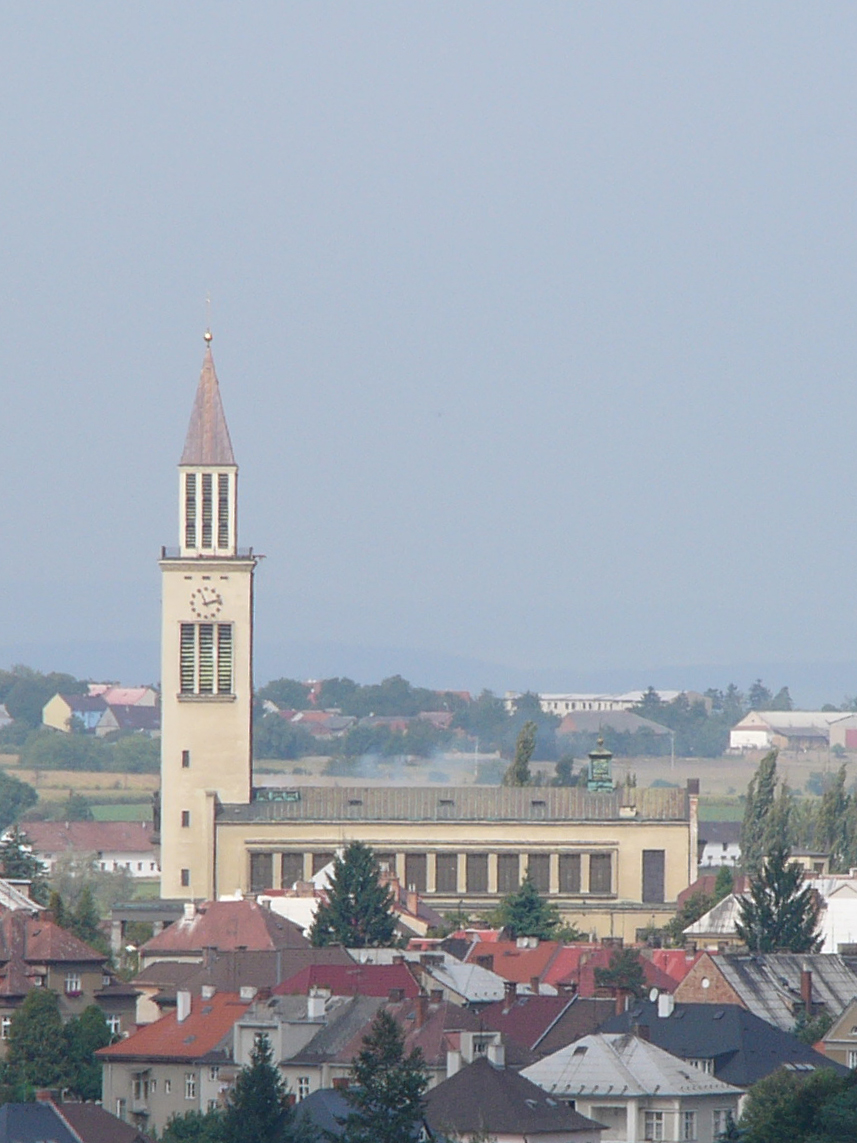
Церква Кирила і Мефодія
Церква Св. Анни
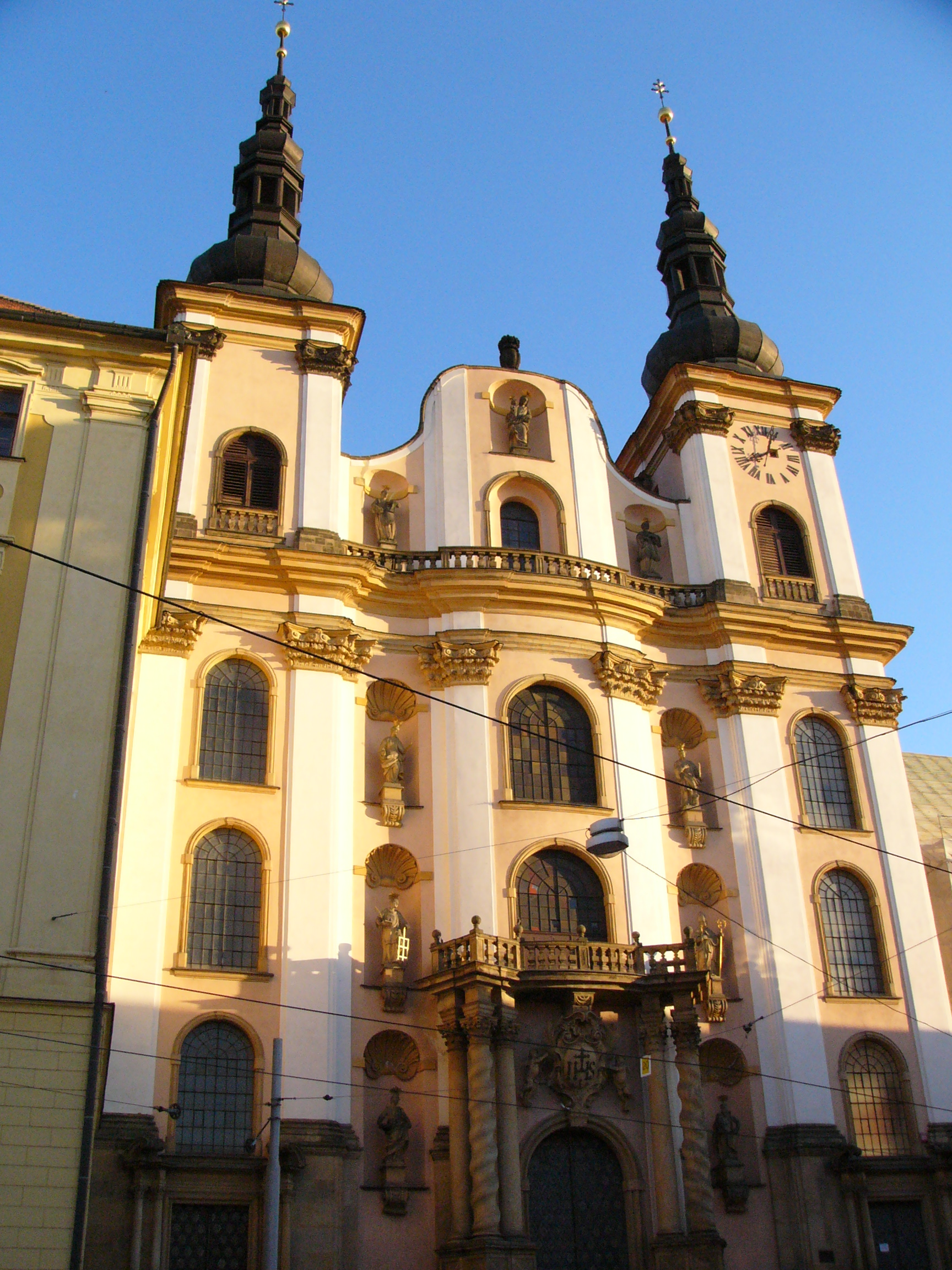
церква Марії Сніжної

## Відомі особи
- Амброс Юліус — чеський меценат, велику частину свого маєтку виділив на розвиток Галереї мистецтва в Оломоуці.

### Уродженці міста
- Ольга Таусскі-Тодд — американська вчена-математик.

## Поріднені міста
- Люцерн
- Тампере
- Овенсборо